# Elektriciteitscentrale Prunéřov
De Prunéřov elektriciteitscentrale is een bruinkoolgestookte thermische centrale te Prunéřov in de Tsjechische gemeente Kadaň. De centrale heeft een 300m hoge schoorsteen. De elektriciteitscentrale ligt op zeer korte afstand van het spoorwegstation Kadaň-Prunéřov, grondstoffen worden dan ook veelal aangevoerd per spoor.

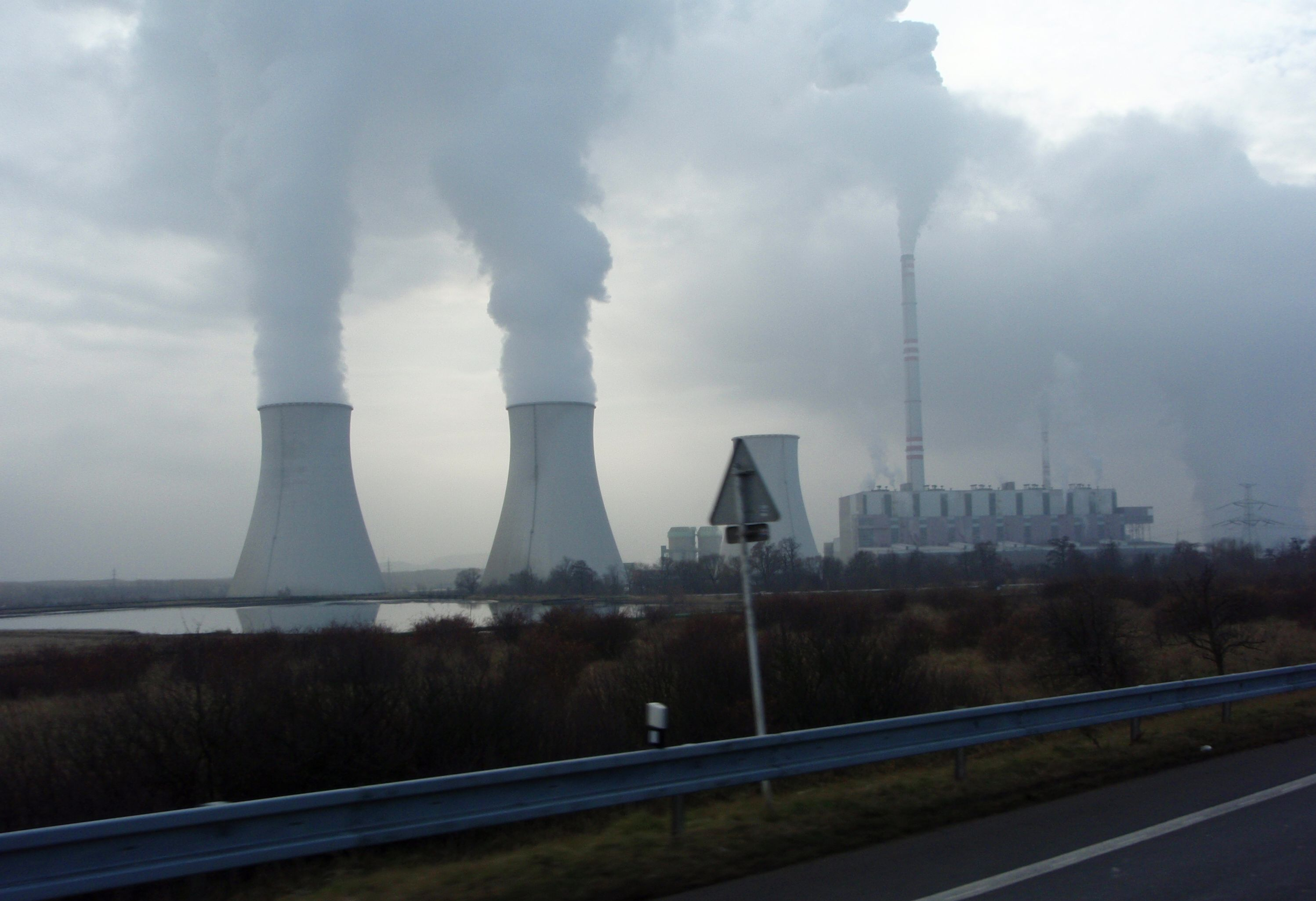
EPRU II